# Fønvind
Fønvind (tidligere: føhn) er en meget varm og tør vind, der blæser ned på læsiden af et bjerg. Den opstår, når fugtig luft presses op langs en bjergside og afgiver det meste af sin fugt for derefter at blæse ned over læsiden som tør luft.
Normalt ændres temperaturen for fugtig luft 0,5° C pr 100 meter, mens den tilsvarende temperaturændring for tør luft er 1,0° C. Dermed bliver luften på læsiden varmere end på nedbørssiden. Føneffekten er kraftigere jo højere bjerget er. Når der opstår fønvind, kan temperaturen stige betragteligt indenfor få timer.
Ordet føn kommer af det tyske Föhn, som igen kommer af det latinske (ventus) Favonius, der betyder "lun vind".
Fønvind forekommer i alle store bjergegne. I Norge opstår fønvinden særligt i Østlandet, når vestlige vinde blæser mod Sydnorge, og nedbøren falder på vestsiden af fjeldet. Østlandet ligger på fjeldets læside, og fønvinden opstår. Føneffekten fra de norske fjelde giver endvidere Vendsyssel mange solskinstimer.
I Alperne kan fønvinden bliver særdeles kraftig med vindhastigheder helt op til 150 km/t.
I Andesbjergene i Argentina kaldes fønvind for zonda og i Rocky Mountains i USA og Canada kaldes fønvind Chinook Winds.